# Neoceroplatus betaryiensis
Neoceroplatus betaryiensis é um inseto de distribuição neotropical endêmico à região do Vale do Ribeira, no estado de São Paulo, Região Sudeste do Brasil, uma espécie de mosquito da família Keroplatidae.

## Descoberta
Em 2017, cientistas procuravam cogumelos bioluminescentes na Mata Atlântica quando o norte-americano Grant Johnson encontrou, no meio de troncos caídos, uma larva emitindo luz azul, tornando-se, esta espécie, o primeiro inseto sul-americano que emite luz azul (que pode ser vista em seu último segmento abdominal e em dois fotóforos localizados lateralmente, no primeiro segmento torácico) e o primeiro testemunho de um díptero dotado de bioluminescência no mesmo local (América do Sul). Quando tocadas, tais larvas podem interromper ativamente sua bioluminescência, que retorna quando elas não estão mais agitadas. Indivíduos adultos, tanto machos quanto fêmeas, não emitem luz e são de cor castanho-amarelada.

## Classificação
Classificada no ano de 2019 por Falaschi, Johnson & Stevani in Falaschi et al., no texto "The new species Neoceroplatus betaryiensis nov. sp. (Diptera: Keroplatidae) from Neotropical Region", publicado nos Papéis Avulsos de Zoologia da Universidade de São Paulo, esta espécie já tinha sido antes apresentada noutro artigo, da Scientific Reports, mas o seu nome não tinha sido antes registrado no ZooBank, pelo que inicialmente não foi considerado válido (problema que foi resolvido com a publicação posterior nos Papéis Avulsos de Zoologia). O seu descritor específico, betaryiensis, foi escolhido em referência à reserva Betary, em Iporanga, lugar de encontro do seu holótipo e próximo ao Parque Estadual Turístico do Alto Ribeira (PETAR).